# Cylas formicarius
Espèce
Cylas formicarius, le charançon fausse-fourmi, l'un des charançons de la patate douce, est une espèce d'insectes coléoptères de la famille des Brentidae, originaire des régions tropicales et tempérées chaudes.
Ce charançon qui attaque exclusivement les plantes de la famille des Convolvulaceae , est le principal insecte ravageur affectant la patate douce (Ipomoea batatas). Les dégâts sont causés par les larves qui creusent des galeries dans les tubercules, aussi bien dans les champs qu'en phase de stockage post-récolte. Les pertes peuvent atteindre 80 à 90 %. Certaines espèces sauvages   d’Ipomoea, notamment Ipomoea pes-caprae, peuvent servir de réservoir facilitant l'infestation des cultures.

## Description
L'adulte (imago) est long de 4,8 à 8,0 mm, le mâle étant légèrement plus grand que la femelle (de 4,8 à 6,7 mm de long). Le corps, dont la forme évoque celle d'une fourmi, avec les pattes et la tête longs et minces, a une couleur de base rouge, mais la tête est noire, les antennes, le dos du thorax et les sternites sont habituellement vert bleuâtre foncé, les pattes sont orange à brun rougeâtre, avec un large anneau sombre autour du tibia, et les élytres sont bleu ou vert-bleuâtre métallique, parfois noirs et brillants. Le rostre (partie de la tête antérieure aux yeux), légèrement courbé, est presque aussi long que le thorax. Les antennes, fixées à peu près au milieu du rostre, comptent dix segments. Chez les mâles, le segment distal de l'antenne est en forme de massue étroite, uniformément large, densément pubescente et plus de deux fois plus long que le flagelle. Chez la femelle, le segment antennaire distal est ovoïde, et sa longueur est égale aux deux tiers seulement de celle du flagelle. Cet insecte, d'apparence lisse et brillant, est en fait couvert de poils courts,.

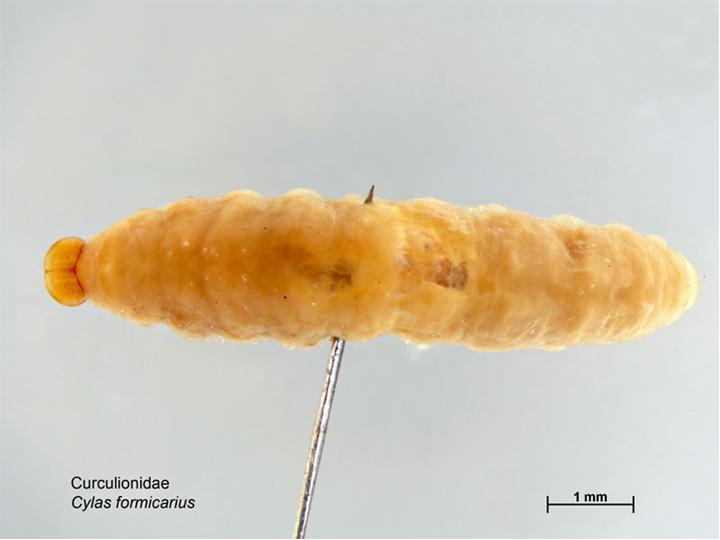
Larve (vue dorsale).

L'œuf, de forme ovale et de couleur blanc crème, mesure environ 0,7 mm de long sur 0,5 mm de large.
La larve, apode, de couleur blanche ou jaune clair, au corps légèrement courbé, mesure de 7,5 à 8,0 mm de long sur 1,8 à 2,0 mm de large, et présente trois stades de développement. La tête, relativement grosse, représente environ le tiers de la longueur du corps et la moitié de la largeur. La largeur moyenne des capsules de la tête des stades 1 à 3 est, respectivement, de 0,29 à 0,32 mm, de 0,43 à 0,49 mm et de 0,75 à 0,78 mm. La tête et les mandibules, chitinisées sont de couleur jaune à brun, les mandibules étant presque noires.

La larve arrivée à la fin du 3e stade de son développement, se transforme en nymphe dans une zone élargie de la galerie d'alimentation. Longue de 6 à 6,5 mm de long, la chrysalide ressemble à l’adulte, mais le rostre et les élytres sont courbés ventralement. Au début, la chrysalide est blanchâtre, mais devient grisâtre avec le temps, avec des yeux et des jambes plus sombres,.

## Cycle biologique

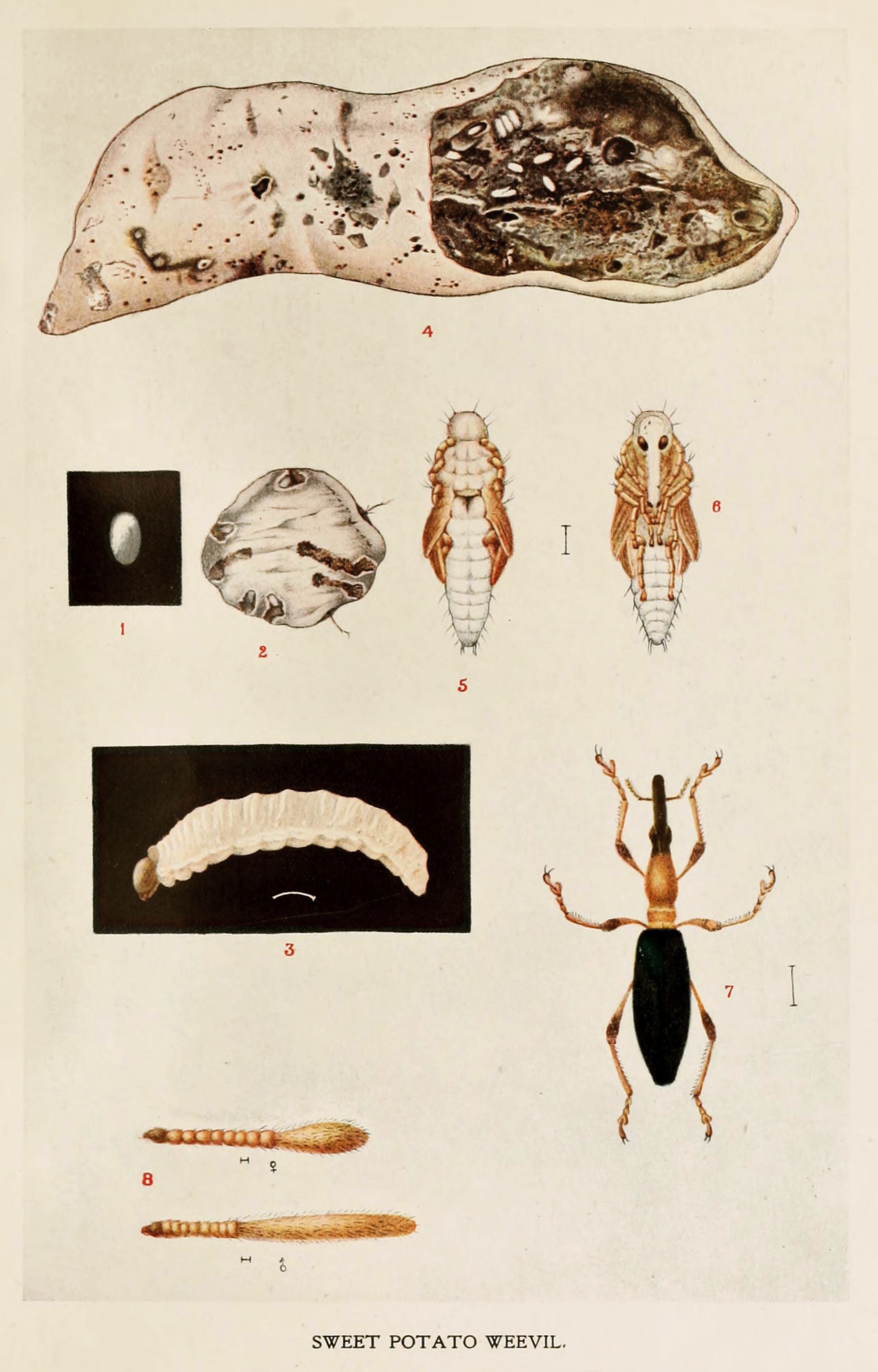
Différents stades de développement de Cylas formicarius.
1. Œuf ;
2. Petite patate douce avec des œufs ;
3. Larve (vue latérale) ;
4. Patate douce attaquée ;
5. Nymphe (vue dorsale) ;
6. Nymphe (vue ventrale) ;
7. Imago (vue dorsale) ;
8. Antenne (femelle au-dessus, mâle au-dessous).

Le cycle de vie complet se déroule dans une période de un à deux mois. Plusieurs générations se succèdent dans l'année (espèce multivoltine). Le nombre de générations est estimé à cinq au Texas et au moins huit en Louisiane. Les adultes ne subissent pas une période de diapause en hiver, mais s'abritent et restent inactifs jusqu'à ce que le temps soit favorable. Tous les stades de développement peuvent coexister tout au long de l'année si des plantes-hôtes sont disponibles.

L'adulte sort du site de la nymphose en creusant un trou vers l'extérieur du tissu végétal, mais il peut y rester très longtemps en se nourrissant à l'intérieur du tubercule. la durée de vie de ces insectes a été estimée, en laboratoire, à plus de 200 jours à 15 °C s'ils reçoivent de la nourriture et environ 30 jours s'ils sont affamés. En revanche, leur longévité diminue à environ trois mois à 30 °C avec de la nourriture et huit jours sans nourriture. Les adultes sont secrets, se nourrissant souvent sur la face inférieure des feuilles et ne remarquent pas facilement. Lorsqu'il est dérangé, l'adulte feint d'être mort (thanatose). Les adultes volent rarement, cependant, comme ils sont actifs principalement la nuit, leur capacité de dispersion est probablement sous-estimée. Les femelles se nourrissent pendant un jour ou plus avant de devenir sexuellement actives, mais commencent à pondre peu de temps après l'accouplement. La période moyenne de préoviposition est de sept jours. On a identifié et synthétisé une phéromone sexuelle produite par les femelles.

La femelle dépose ses œufs dans de petites cavités qu'elle creuse à l'aide de ses pièces buccales dans la racine ou la tige de la patate douce. Elle les dépose un par un et les scelle dans la cavité de ponte avec un tampon de matière fécale, ce qui rend difficile l'observation des œufs. La plupart des œufs sont déposés près de la jonction de la tige et de la racine (tubercule). Les femelles pondent de 75 à 90 œufs au cours de la période de ponte soit environ 30 jours.

La période d'incubation des œufs dure de 4 jours à 30 °C à 7,9 jours à 20 °C, voire 11 à 12 jours par temps froid. Dès l'éclosion des œufs, les larves s'enfoncent directement dans le tubercule ou la tige de la plante. Celles qui éclosent dans la tige s'enfoncent généralement dans le tubercule. La durée de chacun des trois stades larvaires est, respectivement, de 8 à 16 jours, de 12 à 21 jours et de 35 à 56 jours. Le développement larvaire, affecté principalement par la température, dure de 10  à 30 °C  jusqu'à 35 jours à 24 °C. La larve crée des galeries sinueuses remplies de matières fécales au fur et à mesure de son alimentation et de sa croissance.

A maturité, la larve crée une petite chambre nymphale dans le tubercule ou la tige. La durée de la phase nymphale dure en moyenne de 7 à 10 jours, mais par temps frais, elle peut être prolongée jusqu'à 28 jours.

## Plantes hôtes
Cylas formicarius est le principal insecte ravageur des cultures de patate douce et celle-ci est la principale plante-hôte de ce ravageur. Ce charançon affecte aussi d'autres espèces de plantes de la famille des Convolvulaceae, notamment Calystegia sepium (liseron des haies), Cuscuta (cuscutes), Ipomoea aquatica (liseron aquatique), Ipomoea cairica, Ipomoea pes-caprae, Ipomoea purpurea, Ipomoea quamoclit, Jacquemontia tamnifolia , Pharbitis nil, ainsi que Colocasia esculenta (taro, famille des Araceae).

## Dégâts

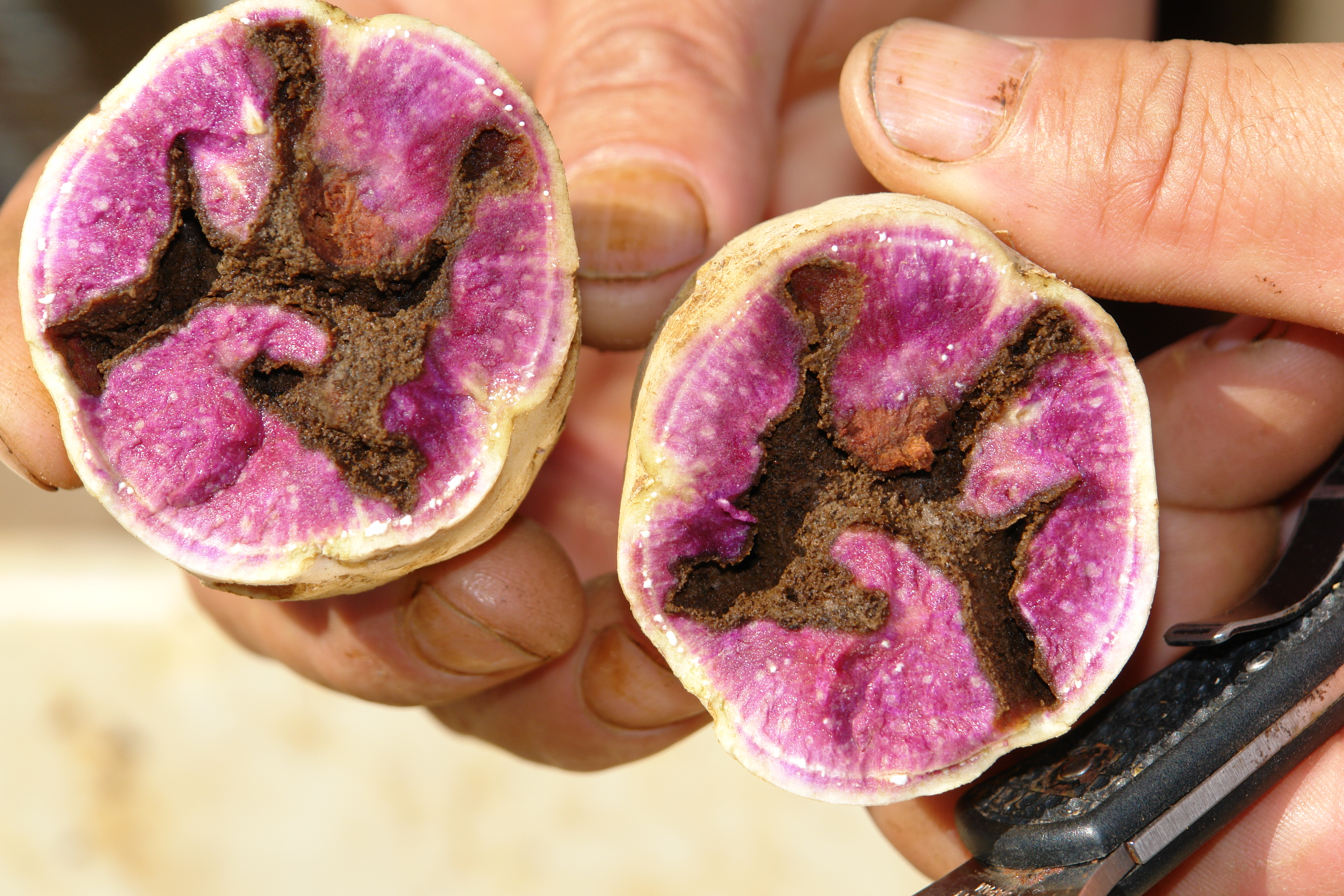
Vue en coupe d'un tubercule endommagé par des galeries de Cylas formicarius.

Les dégâts sont causés tant par les adultes que par les larves. Les adultes de Cylas formicarius se nourrissent en découpant des plaques ovales sur l'épiderme des bourgeons, tiges, feuilles et pétioles. Ils se nourrissent également en creusant des perforations rondes à la surface des tubercules,.
Cependant les dégâts les plus importants sont dus aux larves (vers blancs) qui creusent dans les tiges et les tubercules des galeries, dans lesquelles elle accumulent des déjections. En réaction à ces attaques, la plante produit des substances chimiques de la famille des terpènes, notamment l'ipoméamarone, qui donnent aux tubercules un goût amer désagréable et les rendent non comestibles, même à une faible concentration et même si les dégâts dus aux insectes sont peu importants. Ce nourrissage à l'intérieur des tiges peut provoquer des malformations, l'épaississement et la fissuration  des tiges. Les feuilles peuvent prendre une couleur vert clair et la croissance et la vigueur générale de la plante sont affectées négativement,.